# Dolen Omurzakovstadion
Het Dolen Omurzakov Stadium is een stadion in Bisjkek, Kirgizië. Het stadion kan voor meerdere doeleinden worden gebruikt, maar meestal voor voetbalwedstrijden.
In het stadion kunnen 23.000 toeschouwers.
Het nationale voetbalelftal van Kirgizië speelt er zijn wedstrijden evenals de voetbalclub FC Dordoi Bishkek.